# Betulin
Betulin, též betulinol, betulol či lupendiol, je triterpenický dvojsytný nenasycený alkohol, obsažený zejména v bílém pigmentu břízy bělokoré Betula pendula Roth. Je to bílý krystalický prášek.
Získává se z březové kůry extrakcí chloroformem za varu.

## Účinky
Betulin má antiflogistické (protizánětlivé, hojivé a bolest tišící) účinky.
Jeho deriváty jsou již více než deset let testovány na cytotoxickou a též anti-HIV aktivitu.[zdroj⁠?!]

## Použití
Používá se v kosmetice jako přísada do přípravků na ošetřování kůže s pozitivním účinkem na hojení drobných ran a potlačování zánětů kůže.[zdroj⁠?!] Slouží také pro přípravu kyseliny betulinové.